# Dietilpentano
El dietilpentano (también llamado tetraetilmetano y 3,3-dietilpentano) es un alcano de cadena ramificada con fórmula molecular C9H20.